# Atlantis Is Calling (S.O.S. for Love)
A Atlantis Is Calling (S.O.S. for Love) a német Modern Talking együttes dala, amely harmadik stúdióalbumuk, a Ready for Romance második kislemezeként jelent meg, 1986. április 28-án.
Ez a duó ötödik és egyben utolsó kislemeze, amely a német kislemezlistán az első helyezést érte el. Németországban két héten át volt második, majd 1986. június 16-án érte el az első helyet, ahol négy egymást követő héten keresztül volt az élen és összesen 14 hetet töltött a top 100-ban, 1986. június 8-tól, szeptember 7-ig.
Ausztriában és Svédországban a dal bekerült a legjobb öt közé, míg Hollandiában és Norvégiában sikerült a top 10-be kerülnie. 
Az Egyesült Királyságban azonban az „Atlantis Is Calling” csak az 55. helyre jut annak ellenére, hogy különleges kiadásról van szó, mivel az angol változaton helyet kapott a „With A Little Love” hosszú verziója, illetve első slágerük, a  You’re My Heart, You’re My Soul is. 
1986-ban a Modern Talking ezért a dalért elnyerte a Radio Luxembourg Arany Oroszlán-díját. 1998-ban a Back for Good című albumán megjelent a szám új verziója, de számos válogatás albumán is szerepel a dal.

## Formátumok és tracklista
7" (Hansa 108 239 1986) (BMG)  (Megjelent: 1986. április 28-án)
| Sorszám | Cím                                                    | Időtartam |
| ------- | ------------------------------------------------------ | --------- |
| 1.      | "Atlantis Is Calling (S.O.S. for Love)"                | 3:49      |
| 2.      | "Atlantis Is Calling (S.O.S. for Love)" (Instrumental) | 3:59      |

12" (Hansa 608 239 1986) (BMG)  (Megjelent: 1986. április 28-án)
| Sorszám | Cím                                                        | Időtartam |
| ------- | ---------------------------------------------------------- | --------- |
| 1.      | "Atlantis Is Calling (S.O.S. for Love)" (Extended Version) | 5:21      |
| 2.      | "Atlantis Is Calling (S.O.S. for Love)" (Instrumental)     | 3:54      |

12" (UK PT 40970 1986) (RCA)  (Megjelent: 1986. április 28-án)
| Sorszám | Cím                                                        | Időtartam |
| ------- | ---------------------------------------------------------- | --------- |
| 1.      | "Atlantis Is Calling (S.O.S. for Love)" (Extended Version) | 5:23      |
| 2.      | "You're My Heart, You're My Soul" (Extended Version)       | 5:36      |
| 3.      | "With A Little Love" (Long Version)                        | 5:17      |

## Slágerlistás helyezések
| 1986 | Atlantis Is Calling (S.O.S. for Love) | 2 | 4 | 11 | 21 | 1 | 6 | 8 | 1 | 2 | 1 | 1 | 55 |